# Saint-Yrieix-la-Montagne
Saint-Yrieix-la-Montagne este o comună în departamentul Creuse din centrul Franței. În 2009 avea o populație de 224 de locuitori.

## Evoluția populației
| An        | 1975 | 1982 | 1990 | 1999 | 2006 | 2009 |
| --------- | ---- | ---- | ---- | ---- | ---- | ---- |
| Populație | 324  | 303  | 283  | 233  | 229  | 224  |